# Grenfell, Saskatchewan
Grenfell är en ort i Kanada.   Den ligger i provinsen Saskatchewan, i den sydöstra delen av landet, 2 100 km väster om huvudstaden Ottawa. Grenfell ligger 595 meter över havet och antalet invånare är 997.
Terrängen runt Grenfell är platt, och sluttar norrut. Trakten runt Grenfell är nära nog obefolkad, med mindre än två invånare per kvadratkilometer..
Trakten runt Grenfell består till största delen av jordbruksmark.